# Interlands Schots voetbalelftal 2020-2029
Deze pagina toont een chronologisch en gedetailleerd overzicht van de interlands die het Schots voetbalelftal speelt en heeft gespeeld in de periode 2020 – 2029.

## Interlands

### 2020
|                                                                                     |                          |       |                 |                                                                           |
| 4 september UEFA Nations League Groep B2 № 784 «onderlinge duels» 19:45 uur (UTC+1) | Schotland                | 1 – 1 | Israël          | Hampden Park, Glasgow Toeschouwers: 0 Scheidsrechter: Slavko Vinčić (SVN) |
| 4 september UEFA Nations League Groep B2 № 784 «onderlinge duels» 19:45 uur (UTC+1) | Ryan Christie 45' (pen.) |       | 73' Eran Zahavi | Hampden Park, Glasgow Toeschouwers: 0 Scheidsrechter: Slavko Vinčić (SVN) |

|                                                                                     |                 |       |                                           |                                                                                |
| 7 september UEFA Nations League Groep B2 № 785 «onderlinge duels» 20:45 uur (UTC+2) | Tsjechië        | 1 – 2 | Schotland                                 | Andrův stadion, Olomouc Toeschouwers: 0 Scheidsrechter: Serdar Gözübüyük (NED) |
| 7 september UEFA Nations League Groep B2 № 785 «onderlinge duels» 20:45 uur (UTC+2) | Jakub Pešek 12' |       | 27' Lyndon Dykes 52' (pen.) Ryan Christie | Andrův stadion, Olomouc Toeschouwers: 0 Scheidsrechter: Serdar Gözübüyük (NED) |

|                                                                               |                                                                             |              |                                                        |                                                                            |
| 8 oktober EK-kwalificatie Play-off № 786 «onderlinge duels» 19:45 uur (UTC+1) | Schotland                                                                   | 0 – 0 (n.v.) | Israël                                                 | Hampden Park, Glasgow Toeschouwers: 0 Scheidsrechter: Ovidiu Haţegan (ROU) |
| 8 oktober EK-kwalificatie Play-off № 786 «onderlinge duels» 19:45 uur (UTC+1) |                                                                             |              |                                                        | Hampden Park, Glasgow Toeschouwers: 0 Scheidsrechter: Ovidiu Haţegan (ROU) |
| 8 oktober EK-kwalificatie Play-off № 786 «onderlinge duels» 19:45 uur (UTC+1) | Strafschoppen                                                               |              |                                                        | Hampden Park, Glasgow Toeschouwers: 0 Scheidsrechter: Ovidiu Haţegan (ROU) |
| 8 oktober EK-kwalificatie Play-off № 786 «onderlinge duels» 19:45 uur (UTC+1) | John McGinn Callum McGregor Scott McTominay Lawrence Shankland Kenny McLean | 5 – 3        | Eran Zahavi Nir Bitton Shon Weissman Mohammad Abu Fani | Hampden Park, Glasgow Toeschouwers: 0 Scheidsrechter: Ovidiu Haţegan (ROU) |

|                                                                                    |                  |       |           |                                                                           |
| 11 oktober UEFA Nations League Groep B2 № 787 «onderlinge duels» 19:45 uur (UTC+1) | Schotland        | 1 – 0 | Slowakije | Hampden Park, Glasgow Toeschouwers: 93 Scheidsrechter: Davide Massa (ITA) |
| 11 oktober UEFA Nations League Groep B2 № 787 «onderlinge duels» 19:45 uur (UTC+1) | Lyndon Dykes 54' |       |           | Hampden Park, Glasgow Toeschouwers: 93 Scheidsrechter: Davide Massa (ITA) |

|                                                                                    |                |       |          |                                                                            |
| 14 oktober UEFA Nations League Groep B2 № 788 «onderlinge duels» 19:45 uur (UTC+1) | Schotland      | 1 – 0 | Tsjechië | Hampden Park, Glasgow Toeschouwers: 299 Scheidsrechter: Felix Zwayer (GER) |
| 14 oktober UEFA Nations League Groep B2 № 788 «onderlinge duels» 19:45 uur (UTC+1) | Ryan Fraser 6' |       |          | Hampden Park, Glasgow Toeschouwers: 299 Scheidsrechter: Felix Zwayer (GER) |

|                                                                                         |                                                                            |              |                                                                              |                                                                                      |
| 12 november EK-kwalificatie Finale play-offs № 789 «onderlinge duels» 20:45 uur (UTC+1) | Servië                                                                     | 1 – 1 (n.v.) | Schotland                                                                    | Rode Sterstadion, Belgrado Toeschouwers: 0 Scheidsrechter: Antonio Mateu Lahoz (ESP) |
| 12 november EK-kwalificatie Finale play-offs № 789 «onderlinge duels» 20:45 uur (UTC+1) | Luka Jović 90'                                                             |              | 52' Ryan Christie                                                            | Rode Sterstadion, Belgrado Toeschouwers: 0 Scheidsrechter: Antonio Mateu Lahoz (ESP) |
| 12 november EK-kwalificatie Finale play-offs № 789 «onderlinge duels» 20:45 uur (UTC+1) | Strafschoppen                                                              |              |                                                                              | Rode Sterstadion, Belgrado Toeschouwers: 0 Scheidsrechter: Antonio Mateu Lahoz (ESP) |
| 12 november EK-kwalificatie Finale play-offs № 789 «onderlinge duels» 20:45 uur (UTC+1) | Dušan Tadić Luka Jović Nemanja Gudelj Aleksandar Katai Aleksandar Mitrović | 4 – 5        | Leigh Griffiths Callum McGregor Scott McTominay Oliver McBurnie Kenny McLean | Rode Sterstadion, Belgrado Toeschouwers: 0 Scheidsrechter: Antonio Mateu Lahoz (ESP) |

|                                                                                     |                |       |           |                                                                                         |
| 15 november UEFA Nations League Groep B2 № 790 «onderlinge duels» 15:00 uur (UTC+1) | Slowakije      | 1 – 0 | Schotland | Štadión Antona Malatinského, Trnava Toeschouwers: 0 Scheidsrechter: István Kovács (ROU) |
| 15 november UEFA Nations League Groep B2 № 790 «onderlinge duels» 15:00 uur (UTC+1) | Ján Greguš 32' |       |           | Štadión Antona Malatinského, Trnava Toeschouwers: 0 Scheidsrechter: István Kovács (ROU) |

|                                                                                     |                   |       |           |                                                                                |
| 18 november UEFA Nations League Groep B2 № 791 «onderlinge duels» 21:45 uur (UTC+2) | Israël            | 1 – 0 | Schotland | Netanjastadion, Netanja Toeschouwers: 0 Scheidsrechter: Paweł Raczkowski (POL) |
| 18 november UEFA Nations League Groep B2 № 791 «onderlinge duels» 21:45 uur (UTC+2) | Manor Solomon 44' |       |           | Netanjastadion, Netanja Toeschouwers: 0 Scheidsrechter: Paweł Raczkowski (POL) |

### 2021
|                                                                           |                                  |       |                                       |                                                                                     |
| 25 maart WK-kwalificatie Groep F № 792 «onderlinge duels» 19:45 uur (UTC) | Schotland                        | 2 – 2 | Oostenrijk                            | Hampden Park, Glasgow Toeschouwers: 0 Scheidsrechter: Carlos del Cerro Grande (ESP) |
| 25 maart WK-kwalificatie Groep F № 792 «onderlinge duels» 19:45 uur (UTC) | Grant Hanley 71' John McGinn 85' |       | 56' Saša Kalajdžić 80' Saša Kalajdžić | Hampden Park, Glasgow Toeschouwers: 0 Scheidsrechter: Carlos del Cerro Grande (ESP) |

|                                                                             |                |       |                 |                                                                                     |
| 28 maart WK-kwalificatie Groep F № 793 «onderlinge duels» 21:45 uur (UTC+3) | Israël         | 1 – 1 | Schotland       | Bloomfieldstadion, Tel Aviv Toeschouwers: 5.000 Scheidsrechter: Deniz Aytekin (GER) |
| 28 maart WK-kwalificatie Groep F № 793 «onderlinge duels» 21:45 uur (UTC+3) | Dor Peretz 44' |       | 56' Ryan Fraser | Bloomfieldstadion, Tel Aviv Toeschouwers: 5.000 Scheidsrechter: Deniz Aytekin (GER) |

|                                                                             |                                                              |       |         |                                                                                   |
| 31 maart WK-kwalificatie Groep F № 794 «onderlinge duels» 19:45 uur (UTC+1) | Schotland                                                    | 4 – 0 | Faeröer | Hampden Park, Glasgow Toeschouwers: 0 Scheidsrechter: Trustin Farrugia Cann (MLT) |
| 31 maart WK-kwalificatie Groep F № 794 «onderlinge duels» 19:45 uur (UTC+1) | John McGinn 7' John McGinn 53' Ché Adams 60' Ryan Fraser 70' |       |         | Hampden Park, Glasgow Toeschouwers: 0 Scheidsrechter: Trustin Farrugia Cann (MLT) |

|                                                                     |                                     |       |                                  |                                                                             |
| 2 juni Vriendschappelijk № 795 «onderlinge duels» 19:45 uur (UTC+1) | Nederland                           | 2 – 2 | Schotland                        | Estádio Algarve, Loulé Toeschouwers: 0 Scheidsrechter: Vítor Ferreira (POR) |
| 2 juni Vriendschappelijk № 795 «onderlinge duels» 19:45 uur (UTC+1) | Memphis Depay 17' Memphis Depay 89' |       | 10' Jack Hendry 64' Kevin Nisbet | Estádio Algarve, Loulé Toeschouwers: 0 Scheidsrechter: Vítor Ferreira (POR) |

|                                                                     |           |               |           |                                                                                         |
| 6 juni Vriendschappelijk № 796 «onderlinge duels» 18:00 uur (UTC+2) | Luxemburg | 0 – 1         | Schotland | Stade Josy Barthel, Luxemburg Toeschouwers: 1.000 Scheidsrechter: Eldorjan Hamiti (ALB) |
| 6 juni Vriendschappelijk № 796 «onderlinge duels» 18:00 uur (UTC+2) |           | 27' Ché Adams |           | Stade Josy Barthel, Luxemburg Toeschouwers: 1.000 Scheidsrechter: Eldorjan Hamiti (ALB) |

| EK 2020 |
| ------- |

|                                                                         |           |         |                                     | |
| 13 juni EK-eindronde Groep D № 797 «onderlinge duels» 14:00 uur (UTC+1) | Schotland | 0 – 2   | Tsjechië                            | Hampden Park, Glasgow Toeschouwers: 9.847 Scheidsrechter: Daniel Siebert (GER) Video-assistent: Marco Fritz (GER) |
| 13 juni EK-eindronde Groep D № 797 «onderlinge duels» 14:00 uur (UTC+1) |           | Verslag | 42' Patrik Schick 52' Patrik Schick | Hampden Park, Glasgow Toeschouwers: 9.847 Scheidsrechter: Daniel Siebert (GER) Video-assistent: Marco Fritz (GER) |

|                                                                         |          |       |           | |
| 18 juni EK-eindronde Groep D № 798 «onderlinge duels» 20:00 uur (UTC+1) | Engeland | 0 – 0 | Schotland | Wembley Stadium, Londen Toeschouwers: 20.306 Scheidsrechter: Antonio Mateu Lahoz (ESP) Video-assistent: Alejandro Hernández (ESP) |
| 18 juni EK-eindronde Groep D № 798 «onderlinge duels» 20:00 uur (UTC+1) | Verslag  |       |           | Wembley Stadium, Londen Toeschouwers: 20.306 Scheidsrechter: Antonio Mateu Lahoz (ESP) Video-assistent: Alejandro Hernández (ESP) |

|                                                                         |                                                    |         |                     | |
| 22 juni EK-eindronde Groep D № 799 «onderlinge duels» 20:00 uur (UTC+1) | Kroatië                                            | 3 – 1   | Schotland           | Hampden Park, Glasgow Toeschouwers: 9.896 Scheidsrechter: Fernando Rapallini (ARG) Video-assistent: Alejandro Hernández (ESP) |
| 22 juni EK-eindronde Groep D № 799 «onderlinge duels» 20:00 uur (UTC+1) | Nikola Vlašić 17' Luka Modrić 62' Ivan Perišić 77' | Verslag | 42' Callum McGregor | Hampden Park, Glasgow Toeschouwers: 9.896 Scheidsrechter: Fernando Rapallini (ARG) Video-assistent: Alejandro Hernández (ESP) |

|  |  |  |  |  |  |  |  |  |

|                                                                                |                                  |       |           | |
| 1 september WK-kwalificatie Groep F № 800 «onderlinge duels» 20:45 uur (UTC+2) | Denemarken                       | 2 – 0 | Schotland | Parken, Kopenhagen Toeschouwers: 34.562 Scheidsrechter: Ovidiu Haţegan (ROU) Video-assistent: Marco Di Bello (ITA) |
| 1 september WK-kwalificatie Groep F № 800 «onderlinge duels» 20:45 uur (UTC+2) | Daniel Wass 14' Joakim Mæhle 15' |       |           | Parken, Kopenhagen Toeschouwers: 34.562 Scheidsrechter: Ovidiu Haţegan (ROU) Video-assistent: Marco Di Bello (ITA) |

|                                                                                |                  |       |          | |
| 4 september WK-kwalificatie Groep F № 801 «onderlinge duels» 19:45 uur (UTC+1) | Schotland        | 1 – 0 | Moldavië | Hampden Park, Glasgow Toeschouwers: 40.869 Scheidsrechter: Lawrence Visser (BEL) Video-assistent: Erik Lambrechts (BEL) |
| 4 september WK-kwalificatie Groep F № 801 «onderlinge duels» 19:45 uur (UTC+1) | Lyndon Dykes 14' |       |          | Hampden Park, Glasgow Toeschouwers: 40.869 Scheidsrechter: Lawrence Visser (BEL) Video-assistent: Erik Lambrechts (BEL) |

|                                                                                |            |                         |           | |
| 7 september WK-kwalificatie Groep F № 802 «onderlinge duels» 20:45 uur (UTC+2) | Oostenrijk | 0 – 1                   | Schotland | Ernst Happelstadion, Wenen Toeschouwers: 18.800 Scheidsrechter: Georgi Kabakov (BUL) Video-assistent: Pol van Boekel (NED) |
| 7 september WK-kwalificatie Groep F № 802 «onderlinge duels» 20:45 uur (UTC+2) |            | 30' (pen.) Lyndon Dykes |           | Ernst Happelstadion, Wenen Toeschouwers: 18.800 Scheidsrechter: Georgi Kabakov (BUL) Video-assistent: Pol van Boekel (NED) |

|                                                                              |                                                        |       |                                  | |
| 9 oktober WK-kwalificatie Groep F № 803 «onderlinge duels» 17:00 uur (UTC+1) | Schotland                                              | 3 – 2 | Israël                           | Hampden Park, Glasgow Toeschouwers: 50.585 Scheidsrechter: Szymon Marciniak (POL) Video-assistent: Tomasz Kwiatkowski (POL) |
| 9 oktober WK-kwalificatie Groep F № 803 «onderlinge duels» 17:00 uur (UTC+1) | John McGinn 30' Lyndon Dykes 57' Scott McTominay 90+4' |       | 5' Eran Zahavi 32' Moanes Dabour | Hampden Park, Glasgow Toeschouwers: 50.585 Scheidsrechter: Szymon Marciniak (POL) Video-assistent: Tomasz Kwiatkowski (POL) |

|                                                                               |         |                  |           | |
| 12 oktober WK-kwalificatie Groep F № 804 «onderlinge duels» 19:45 uur (UTC+1) | Faeröer | 0 – 1            | Schotland | Tórsvøllur, Tórshavn Toeschouwers: 4.233 Scheidsrechter: Matej Jug (SVN) Video-assistent: Rade Obrenovič (SVN) |
| 12 oktober WK-kwalificatie Groep F № 804 «onderlinge duels» 19:45 uur (UTC+1) |         | 86' Lyndon Dykes |           | Tórsvøllur, Tórshavn Toeschouwers: 4.233 Scheidsrechter: Matej Jug (SVN) Video-assistent: Rade Obrenovič (SVN) |

|                                                                                |          |                                    |           | |
| 12 november WK-kwalificatie Groep F № 805 «onderlinge duels» 19:00 uur (UTC+2) | Moldavië | 0 – 2                              | Schotland | Zimbrustadion, Chisinau Toeschouwers: 3.642 Scheidsrechter: Srđan Jovanović (SRB) Video-assistent: Marco Fritz (GER) |
| 12 november WK-kwalificatie Groep F № 805 «onderlinge duels» 19:00 uur (UTC+2) |          | 38' Nathan Patterson 65' Ché Adams |           | Zimbrustadion, Chisinau Toeschouwers: 3.642 Scheidsrechter: Srđan Jovanović (SRB) Video-assistent: Marco Fritz (GER) |

|                                                                              |                                |       |            | |
| 15 november WK-kwalificatie Groep F № 806 «onderlinge duels» 19:45 uur (UTC) | Schotland                      | 2 – 0 | Denemarken | Hampden Park, Glasgow Toeschouwers: 49.527 Scheidsrechter: Alejandro Hernández (ESP) Video-assistent: Juan Martínez Munuera (ESP) |
| 15 november WK-kwalificatie Groep F № 806 «onderlinge duels» 19:45 uur (UTC) | John Souttar 35' Ché Adams 86' |       |            | Hampden Park, Glasgow Toeschouwers: 49.527 Scheidsrechter: Alejandro Hernández (ESP) Video-assistent: Juan Martínez Munuera (ESP) |

### 2022
|                                                                     |                    |       |                               |                                                                                  |
| 24 maart Vriendschappelijk № 807 «onderlinge duels» 19:45 uur (UTC) | Schotland          | 1 – 1 | Polen                         | Hampden Park, Glasgow Toeschouwers: 39.090 Scheidsrechter: Robert Hennessy (IRL) |
| 24 maart Vriendschappelijk № 807 «onderlinge duels» 19:45 uur (UTC) | Kieran Tierney 68' |       | 90+4' (pen.) Krzysztof Piątek | Hampden Park, Glasgow Toeschouwers: 39.090 Scheidsrechter: Robert Hennessy (IRL) |

|                                                                       |                                               |       |                                 |                                                                                   |
| 29 maart Vriendschappelijk № 808 «onderlinge duels» 20:45 uur (UTC+2) | Oostenrijk                                    | 2 – 2 | Schotland                       | Ernst Happelstadion, Wenen Toeschouwers: 6.600 Scheidsrechter: Tamás Bognár (HUN) |
| 29 maart Vriendschappelijk № 808 «onderlinge duels» 20:45 uur (UTC+2) | Michael Gregoritsch 75' Alessandro Schöpf 82' |       | 28' Jack Hendry 56' John McGinn | Ernst Happelstadion, Wenen Toeschouwers: 6.600 Scheidsrechter: Tamás Bognár (HUN) |

|                                                                             |                     |       |                                                                | |
| 1 juni WK-kwalificatie Play-offs № 809 «onderlinge duels» 19:45 uur (UTC+1) | Schotland           | 1 – 3 | Oekraïne                                                       | Hampden Park, Glasgow Toeschouwers: 49.772 Scheidsrechter: Danny Makkelie (NED) Video-assistent: Pol van Boekel (NED) |
| 1 juni WK-kwalificatie Play-offs № 809 «onderlinge duels» 19:45 uur (UTC+1) | Callum McGregor 79' |       | 33' Andrij Jarmolenko 49' Roman Jaremtsjoek 90+5' Artem Dovbyk | Hampden Park, Glasgow Toeschouwers: 49.772 Scheidsrechter: Danny Makkelie (NED) Video-assistent: Pol van Boekel (NED) |

|                                                                                |                                       |       |         | |
| 8 juni UEFA Nations League Groep B1 № 810 «onderlinge duels» 19:45 uur (UTC+1) | Schotland                             | 2 – 0 | Armenië | Hampden Park, Glasgow Toeschouwers: 38.627 Scheidsrechter: Sebastian Gishamer (AUT) Video-assistent: Felix Zwayer (GER) |
| 8 juni UEFA Nations League Groep B1 № 810 «onderlinge duels» 19:45 uur (UTC+1) | Anthony Ralston 28' Scott McKenna 40' |       |         | Hampden Park, Glasgow Toeschouwers: 38.627 Scheidsrechter: Sebastian Gishamer (AUT) Video-assistent: Felix Zwayer (GER) |

|                                                                                 |                                                      |       |           | |
| 11 juni UEFA Nations League Groep B1 № 811 «onderlinge duels» 17:00 uur (UTC+1) | Ierland                                              | 3 – 0 | Schotland | Avivastadion, Dublin Toeschouwers: 46.927 Scheidsrechter: Marco Di Bello (ITA) Video-assistent: Gianluca Aureliano (ITA) |
| 11 juni UEFA Nations League Groep B1 № 811 «onderlinge duels» 17:00 uur (UTC+1) | Alan Browne 20' Troy Parrott 28' Michael Obafemi 51' |       |           | Avivastadion, Dublin Toeschouwers: 46.927 Scheidsrechter: Marco Di Bello (ITA) Video-assistent: Gianluca Aureliano (ITA) |

|                                                                                 |                        |       |                                                                           | |
| 14 juni UEFA Nations League Groep B1 № 812 «onderlinge duels» 20:00 uur (UTC+4) | Armenië                | 1 – 4 | Schotland                                                                 | Republikeins Stadion Vazgen Sargsian, Jerevan Toeschouwers: 13.500 Scheidsrechter: Nikola Dabanović (MNE) Video-assistent: Kevin Blom (NED) |
| 14 juni UEFA Nations League Groep B1 № 812 «onderlinge duels» 20:00 uur (UTC+4) | Vahan Bitsjachtsjan 6' |       | 14' Stuart Armstrong 45+1' Stuart Armstrong 50' John McGinn 54' Ché Adams | Republikeins Stadion Vazgen Sargsian, Jerevan Toeschouwers: 13.500 Scheidsrechter: Nikola Dabanović (MNE) Video-assistent: Kevin Blom (NED) |

|                                                                                      |                                                   |       |          | |
| 21 september UEFA Nations League Groep B1 № 813 «onderlinge duels» 19:45 uur (UTC+1) | Schotland                                         | 3 – 0 | Oekraïne | Hampden Park, Glasgow Toeschouwers: 42.846 Scheidsrechter: Maurizio Mariani (ITA) Video-assistent: Massimiliano Irrati (ITA) |
| 21 september UEFA Nations League Groep B1 № 813 «onderlinge duels» 19:45 uur (UTC+1) | John McGinn 70' Lyndon Dykes 80' Lyndon Dykes 87' |       |          | Hampden Park, Glasgow Toeschouwers: 42.846 Scheidsrechter: Maurizio Mariani (ITA) Video-assistent: Massimiliano Irrati (ITA) |

|                                                                                      |                                          |       |               | |
| 24 september UEFA Nations League Groep B1 № 814 «onderlinge duels» 19:45 uur (UTC+1) | Schotland                                | 2 – 1 | Ierland       | Hampden Park, Glasgow Toeschouwers: 48.853 Scheidsrechter: Sandro Schärer (SUI) Video-assistent: Fedayi San (SUI) |
| 24 september UEFA Nations League Groep B1 № 814 «onderlinge duels» 19:45 uur (UTC+1) | Jack Hendry 49' Ryan Christie 82' (pen.) |       | 18' John Egan | Hampden Park, Glasgow Toeschouwers: 48.853 Scheidsrechter: Sandro Schärer (SUI) Video-assistent: Fedayi San (SUI) |

|                                                                                      |          |       |           | |
| 27 september UEFA Nations League Groep B1 № 815 «onderlinge duels» 20:45 uur (UTC+2) | Oekraïne | 0 – 0 | Schotland | Józef Piłsudskistadion, Krakau (Polen) Toeschouwers: 13.534 Scheidsrechter: Anastasios Sidiropoulos (GRE) Video-assistent: Aggelos Evangelou (GRE) |
| 27 september UEFA Nations League Groep B1 № 815 «onderlinge duels» 20:45 uur (UTC+2) |          |       |           | Józef Piłsudskistadion, Krakau (Polen) Toeschouwers: 13.534 Scheidsrechter: Anastasios Sidiropoulos (GRE) Video-assistent: Aggelos Evangelou (GRE) |

|                                                                          |                                 |       |                 | |
| 16 november Vriendschappelijk № 816 «onderlinge duels» 20:00 uur (UTC+3) | Turkije                         | 2 – 1 | Schotland       | Diyarbakırstadion, Diyarbakır Toeschouwers: 28.348 Scheidsrechter: Visar Kastrati (KOS) Video-assistent: Alban Shala (KOS) |
| 16 november Vriendschappelijk № 816 «onderlinge duels» 20:00 uur (UTC+3) | Ozan Kabak 40' Cengiz Ünder 49' |       | 62' John McGinn | Diyarbakırstadion, Diyarbakır Toeschouwers: 28.348 Scheidsrechter: Visar Kastrati (KOS) Video-assistent: Alban Shala (KOS) |

### 2023
|                                                                           |                                                           |       |        | |
| 25 maart EK-kwalificatie Groep A № 817 «onderlinge duels» 14:00 uur (UTC) | Schotland                                                 | 3 – 0 | Cyprus | Hampden Park, Glasgow Toeschouwers: 48.195 Scheidsrechter: Duje Strukan (CRO) Video-assistent: Ivan Bebek (CRO) |
| 25 maart EK-kwalificatie Groep A № 817 «onderlinge duels» 14:00 uur (UTC) | John McGinn 21' Scott McTominay 87' Scott McTominay 90+3' |       |        | Hampden Park, Glasgow Toeschouwers: 48.195 Scheidsrechter: Duje Strukan (CRO) Video-assistent: Ivan Bebek (CRO) |

|                                                                             |                                        |       |        | |
| 28 maart EK-kwalificatie Groep A № 818 «onderlinge duels» 19:45 uur (UTC+1) | Schotland                              | 2 – 0 | Spanje | Hampden Park, Glasgow Toeschouwers: 47.976 Scheidsrechter: Sandro Schärer (SUI) Video-assistent: Fedayi San (SUI) |
| 28 maart EK-kwalificatie Groep A № 818 «onderlinge duels» 19:45 uur (UTC+1) | Scott McTominay 7' Scott McTominay 51' |       |        | Hampden Park, Glasgow Toeschouwers: 47.976 Scheidsrechter: Sandro Schärer (SUI) Video-assistent: Fedayi San (SUI) |

|                                                                            |                                 |       |                                   | |
| 17 juni EK-kwalificatie Groep A № 819 «onderlinge duels» 20:45 uur (UTC+2) | Noorwegen                       | 1 – 2 | Schotland                         | Ullevaalstadion, Oslo Toeschouwers: 25.791 Scheidsrechter: Matej Jug (SVN) Video-assistent: Nejc Kajtazović (SVN) |
| 17 juni EK-kwalificatie Groep A № 819 «onderlinge duels» 20:45 uur (UTC+2) | Erling Braut Haaland 61' (pen.) |       | 87' Lyndon Dykes 89' Kenny McLean | Ullevaalstadion, Oslo Toeschouwers: 25.791 Scheidsrechter: Matej Jug (SVN) Video-assistent: Nejc Kajtazović (SVN) |

|                                                                            |                                        |       |         | |
| 20 juni EK-kwalificatie Groep A № 820 «onderlinge duels» 19:45 uur (UTC+1) | Schotland                              | 2 – 0 | Georgië | Hampden Park, Glasgow Toeschouwers: 50.062 Scheidsrechter: István Vad (HUN) Video-assistent: Bartosz Frankowski (POL) |
| 20 juni EK-kwalificatie Groep A № 820 «onderlinge duels» 19:45 uur (UTC+1) | Callum McGregor 6' Scott McTominay 47' |       |         | Hampden Park, Glasgow Toeschouwers: 50.062 Scheidsrechter: István Vad (HUN) Video-assistent: Bartosz Frankowski (POL) |

|                                                                                |        |                                                      |           | |
| 8 september EK-kwalificatie Groep A № 821 «onderlinge duels» 21:45 uur (UTC+3) | Cyprus | 0 – 3                                                | Schotland | AEK Arena - Georgios Karapatakis, Larnaca Toeschouwers: 6.633 Scheidsrechter: Balázs Berke (HUN) Video-assistent: Tamás Bognár (HUN) |
| 8 september EK-kwalificatie Groep A № 821 «onderlinge duels» 21:45 uur (UTC+3) |        | 6' Scott McTominay 16' Ryan Porteous 30' John McGinn |           | AEK Arena - Georgios Karapatakis, Larnaca Toeschouwers: 6.633 Scheidsrechter: Balázs Berke (HUN) Video-assistent: Tamás Bognár (HUN) |

|                                                                           |                          |       |                                                   | |
| 12 september Vriendschappelijk № 822 «onderlinge duels» 19:45 uur (UTC+1) | Schotland                | 1 – 3 | Engeland                                          | Hampden Park, Glasgow Toeschouwers: 49.129 Scheidsrechter: Davide Massa (ITA) Video-assistent: Michael Fabbri (ITA) |
| 12 september Vriendschappelijk № 822 «onderlinge duels» 19:45 uur (UTC+1) | Harry Maguire 67' (e.d.) |       | 32' Phil Foden 35' Jude Bellingham 81' Harry Kane | Hampden Park, Glasgow Toeschouwers: 49.129 Scheidsrechter: Davide Massa (ITA) Video-assistent: Michael Fabbri (ITA) |

|                                                                               |                                    |       |           | |
| 12 oktober EK-kwalificatie Groep A № 823 «onderlinge duels» 20:45 uur (UTC+2) | Spanje                             | 2 – 0 | Schotland | Estadio de La Cartuja, Sevilla Toeschouwers: 45.623 Scheidsrechter: Serdar Gözübüyük (NED) Video-assistent: Pol van Boekel (NED) |
| 12 oktober EK-kwalificatie Groep A № 823 «onderlinge duels» 20:45 uur (UTC+2) | Álvaro Morata 73' Oihan Sancet 86' |       |           | Estadio de La Cartuja, Sevilla Toeschouwers: 45.623 Scheidsrechter: Serdar Gözübüyük (NED) Video-assistent: Pol van Boekel (NED) |

|                                                                         |                                                                                     |       |                   | |
| 17 oktober Vriendschappelijk № 824 «onderlinge duels» 21:10 uur (UTC+2) | Frankrijk                                                                           | 4 – 1 | Schotland         | Stade Pierre-Mauroy, Villeneuve-d'Ascq Toeschouwers: 48.000 Scheidsrechter: Tobias Stieler (GER) Video-assistent: Günter Perl (GER) |
| 17 oktober Vriendschappelijk № 824 «onderlinge duels» 21:10 uur (UTC+2) | Benjamin Pavard 16' Benjamin Pavard 24' Kylian Mbappé 41' (pen.) Kingsley Coman 70' |       | 11' Billy Gilmour | Stade Pierre-Mauroy, Villeneuve-d'Ascq Toeschouwers: 48.000 Scheidsrechter: Tobias Stieler (GER) Video-assistent: Günter Perl (GER) |

|                                                                                |                                                       |       |                                              | |
| 16 november EK-kwalificatie Groep A № 825 «onderlinge duels» 21:00 uur (UTC+4) | Georgië                                               | 2 – 2 | Schotland                                    | Boris Paitsjadzestadion, Tbilisi Toeschouwers: 44.595 Scheidsrechter: Aleksandar Stavrev (MKD) Video-assistent: Fran Jović (CRO) |
| 16 november EK-kwalificatie Groep A № 825 «onderlinge duels» 21:00 uur (UTC+4) | Chvitsja Kvaratschelia 15' Chvitsja Kvaratschelia 57' |       | 49' Scott McTominay 90+3' Lawrence Shankland | Boris Paitsjadzestadion, Tbilisi Toeschouwers: 44.595 Scheidsrechter: Aleksandar Stavrev (MKD) Video-assistent: Fran Jović (CRO) |

|                                                                              |                                                                     |       |                                                                 | |
| 19 november EK-kwalificatie Groep A № 826 «onderlinge duels» 19:45 uur (UTC) | Schotland                                                           | 3 – 3 | Noorwegen                                                       | Hampden Park, Glasgow Toeschouwers: 48.138 Scheidsrechter: Horațiu Feșnic (ROU) Video-assistent: Mario Zebec (CRO) |
| 19 november EK-kwalificatie Groep A № 826 «onderlinge duels» 19:45 uur (UTC) | John McGinn 13' (pen.) Leo Østigård 33' (e.d.) Stuart Armstrong 59' |       | 3' Aron Dønnum 20' Jørgen Strand Larsen 80' Mohamed Elyounoussi | Hampden Park, Glasgow Toeschouwers: 48.138 Scheidsrechter: Horațiu Feșnic (ROU) Video-assistent: Mario Zebec (CRO) |

### 2024
|                                                                       |                                                                                   |       |           | |
| 22 maart Vriendschappelijk № 827 «onderlinge duels» 20:45 uur (UTC+1) | Nederland                                                                         | 4 – 0 | Schotland | Johan Cruijff ArenA, Amsterdam Toeschouwers: 46.223 Scheidsrechter: Erik Lambrechts (BEL) Video-assistent: Lawrence Visser (BEL) |
| 22 maart Vriendschappelijk № 827 «onderlinge duels» 20:45 uur (UTC+1) | Tijjani Reijnders 40' Georginio Wijnaldum 72' Wout Weghorst 84' Donyell Malen 86' |       |           | Johan Cruijff ArenA, Amsterdam Toeschouwers: 46.223 Scheidsrechter: Erik Lambrechts (BEL) Video-assistent: Lawrence Visser (BEL) |

|                                                                     |           |                   |               |                                                                               |
| 26 maart Vriendschappelijk № 828 «onderlinge duels» 19:45 uur (UTC) | Schotland | 0 – 1             | Noord-Ierland | Hampden Park, Glasgow Toeschouwers: 33.452 Scheidsrechter: Robert Jones (ENG) |
| 26 maart Vriendschappelijk № 828 «onderlinge duels» 19:45 uur (UTC) |           | 32' Conor Bradley |               | Hampden Park, Glasgow Toeschouwers: 33.452 Scheidsrechter: Robert Jones (ENG) |

|                                                                     |           |                                 |           |                                                                                 |
| 3 juni Vriendschappelijk № 829 «onderlinge duels» 17:00 uur (UTC+1) | Gibraltar | 0 – 2                           | Schotland | Estádio Algarve, Loulé Toeschouwers: 1.329 Scheidsrechter: Jamie Robinson (NIR) |
| 3 juni Vriendschappelijk № 829 «onderlinge duels» 17:00 uur (UTC+1) |           | 58' Ryan Christie 85' Ché Adams |           | Estádio Algarve, Loulé Toeschouwers: 1.329 Scheidsrechter: Jamie Robinson (NIR) |

|                                                                     |                                                  |       |                                               | |
| 7 juni Vriendschappelijk № 830 «onderlinge duels» 19:45 uur (UTC+1) | Schotland                                        | 2 – 2 | Finland                                       | Hampden Park, Glasgow Toeschouwers: 40.159 Scheidsrechter: Łukasz Kuźma (POL) Video-assistent: Piotr Lasyk (POL) |
| 7 juni Vriendschappelijk № 830 «onderlinge duels» 19:45 uur (UTC+1) | Arttu Hoskonen 54' (e.d.) Lawrence Shankland 58' |       | 72' Benjamin Källman 85' (pen.) Oliver Antman | Hampden Park, Glasgow Toeschouwers: 40.159 Scheidsrechter: Łukasz Kuźma (POL) Video-assistent: Piotr Lasyk (POL) |

| EK 2024 |
| ------- |

|                                                                         |                                                                                                 |       |                            | |
| 14 juni EK-eindronde Groep A № 831 «onderlinge duels» 21:00 uur (UTC+2) | Duitsland                                                                                       | 5 – 1 | Schotland                  | Allianz Arena, München Toeschouwers: 65.052 Scheidsrechter: Clément Turpin (FRA) Video-assistent: Jérôme Brisard (FRA) |
| 14 juni EK-eindronde Groep A № 831 «onderlinge duels» 21:00 uur (UTC+2) | Florian Wirtz 10' Jamal Musiala 19' Kai Havertz 45+1' (pen.) Niclas Füllkrug 68' Emre Can 90+3' |       | 87' (e.d.) Antonio Rüdiger | Allianz Arena, München Toeschouwers: 65.052 Scheidsrechter: Clément Turpin (FRA) Video-assistent: Jérôme Brisard (FRA) |

|                                                                         |                     |       |                     | |
| 19 juni EK-eindronde Groep A № 832 «onderlinge duels» 21:00 uur (UTC+2) | Schotland           | 1 – 1 | Zwitserland         | RheinEnergieStadion, Keulen Toeschouwers: 42.711 Scheidsrechter: Ivan Kružliak (SVK) Video-assistent: Tomasz Kwiatkowski (POL) |
| 19 juni EK-eindronde Groep A № 832 «onderlinge duels» 21:00 uur (UTC+2) | Scott McTominay 13' |       | 26' Xherdan Shaqiri | RheinEnergieStadion, Keulen Toeschouwers: 42.711 Scheidsrechter: Ivan Kružliak (SVK) Video-assistent: Tomasz Kwiatkowski (POL) |

|                                                                         |           |                      |           | |
| 23 juni EK-eindronde Groep A № 833 «onderlinge duels» 21:00 uur (UTC+2) | Schotland | 0 – 1                | Hongarije | MHPArena, Stuttgart Toeschouwers: 54.000 Scheidsrechter: Facundo Tello (ARG) Video-assistent: Alejandro Hernández (ESP) |
| 23 juni EK-eindronde Groep A № 833 «onderlinge duels» 21:00 uur (UTC+2) |           | 90+10' Kevin Csoboth |           | MHPArena, Stuttgart Toeschouwers: 54.000 Scheidsrechter: Facundo Tello (ARG) Video-assistent: Alejandro Hernández (ESP) |

|  |  |  |  |  |  |  |  |  |

|                                                                                     |                                       |       |                                                                                   | |
| 5 september UEFA Nations League Groep A1 № 834 «onderlinge duels» 19:45 uur (UTC+1) | Schotland                             | 2 – 3 | Polen                                                                             | Hampden Park, Glasgow Toeschouwers: 46.356 Scheidsrechter: Glenn Nyberg (SWE) Video-assistent: Dennis Higler (NED) |
| 5 september UEFA Nations League Groep A1 № 834 «onderlinge duels» 19:45 uur (UTC+1) | Billy Gilmour 46' Scott McTominay 76' |       | 8' Sebastian Szymański 44' (pen.) Robert Lewandowski 90+7' (pen.) Nicola Zalewski | Hampden Park, Glasgow Toeschouwers: 46.356 Scheidsrechter: Glenn Nyberg (SWE) Video-assistent: Dennis Higler (NED) |

|                                                                                     |                                           |       |                    | |
| 8 september UEFA Nations League Groep A1 № 835 «onderlinge duels» 19:45 uur (UTC+1) | Portugal                                  | 2 – 1 | Schotland          | Estádio da Luz, Lissabon Toeschouwers: 59.894 Scheidsrechter: Maurizio Mariani (ITA) Video-assistent: Aleandro Di Paolo (ITA) |
| 8 september UEFA Nations League Groep A1 № 835 «onderlinge duels» 19:45 uur (UTC+1) | Bruno Fernandes 54' Cristiano Ronaldo 88' |       | 7' Scott McTominay | Estádio da Luz, Lissabon Toeschouwers: 59.894 Scheidsrechter: Maurizio Mariani (ITA) Video-assistent: Aleandro Di Paolo (ITA) |

|                                                                                    |                                        |       |                   | |
| 12 oktober UEFA Nations League Groep A1 № 836 «onderlinge duels» 18:00 uur (UTC+2) | Kroatië                                | 2 – 1 | Schotland         | Maksimirstadion, Zagreb Toeschouwers: 21.702 Scheidsrechter: István Kovács (ROU) Video-assistent: Dennis Higler (NED) |
| 12 oktober UEFA Nations League Groep A1 № 836 «onderlinge duels» 18:00 uur (UTC+2) | Igor Matanović 36' Andrej Kramarić 70' |       | 33' Ryan Christie | Maksimirstadion, Zagreb Toeschouwers: 21.702 Scheidsrechter: István Kovács (ROU) Video-assistent: Dennis Higler (NED) |

|                                                                                    |           |       |          | |
| 15 oktober UEFA Nations League Groep A1 № 837 «onderlinge duels» 19:45 uur (UTC+1) | Schotland | 0 – 0 | Portugal | Hampden Park, Glasgow Toeschouwers: 49.056 Scheidsrechter: Lawrence Visser (BEL) Video-assistent: Bram Van Driessche (BEL) |
| 15 oktober UEFA Nations League Groep A1 № 837 «onderlinge duels» 19:45 uur (UTC+1) |           |       |          | Hampden Park, Glasgow Toeschouwers: 49.056 Scheidsrechter: Lawrence Visser (BEL) Video-assistent: Bram Van Driessche (BEL) |

|                                                                                   |                 |       |         | |
| 15 november UEFA Nations League Groep A1 № 838 «onderlinge duels» 19:45 uur (UTC) | Schotland       | 1 – 0 | Kroatië | Hampden Park, Glasgow Toeschouwers: 48.810 Scheidsrechter: Orel Grinfeeld (ISR) Video-assistent: Ziv Adler (ISR) |
| 15 november UEFA Nations League Groep A1 № 838 «onderlinge duels» 19:45 uur (UTC) | John McGinn 86' |       |         | Hampden Park, Glasgow Toeschouwers: 48.810 Scheidsrechter: Orel Grinfeeld (ISR) Video-assistent: Ziv Adler (ISR) |

|                                                                                     |                      |       |                                     | |
| 18 november UEFA Nations League Groep A1 № 839 «onderlinge duels» 20:45 uur (UTC+1) | Polen                | 1 – 2 | Schotland                           | Nationaal Stadion, Warschau Toeschouwers: 55.433 Scheidsrechter: Christian Dingert (GER) Video-assistent: Sören Storks (GER) |
| 18 november UEFA Nations League Groep A1 № 839 «onderlinge duels» 20:45 uur (UTC+1) | Kamil Piątkowski 59' |       | 3' John McGinn 90+3' Andy Robertson | Nationaal Stadion, Warschau Toeschouwers: 55.433 Scheidsrechter: Christian Dingert (GER) Video-assistent: Sören Storks (GER) |

### 2025
|                                                                                   |             |                            |           | |
| 20 maart UEFA Nations League Play-offs № 840 «onderlinge duels» 21:45 uur (UTC+2) | Griekenland | 0 – 1                      | Schotland | Georgios Karaiskákisstadion, Piraeus Toeschouwers: 31.483 Scheidsrechter: Tobias Stieler (GER) Video-assistent: Sören Storks (GER) |
| 20 maart UEFA Nations League Play-offs № 840 «onderlinge duels» 21:45 uur (UTC+2) |             | 33' (pen.) Scott McTominay |           | Georgios Karaiskákisstadion, Piraeus Toeschouwers: 31.483 Scheidsrechter: Tobias Stieler (GER) Video-assistent: Sören Storks (GER) |

|                                                                                 |           |                                                                         |             | |
| 23 maart UEFA Nations League Play-offs № 841 «onderlinge duels» 17:00 uur (UTC) | Schotland | 0 – 3                                                                   | Griekenland | Hampden Park, Glasgow Toeschouwers: 48.626 Scheidsrechter: Davide Massa (ITA) Video-assistent: Daniele Chiffi (ITA) |
| 23 maart UEFA Nations League Play-offs № 841 «onderlinge duels» 17:00 uur (UTC) |           | 20' Giannis Konstantelias 42' Konstantinos Karetsas 46' Christos Tzolis |             | Hampden Park, Glasgow Toeschouwers: 48.626 Scheidsrechter: Davide Massa (ITA) Video-assistent: Daniele Chiffi (ITA) |

|                                                                     |                  |       |                                                                  | |
| 6 juni Vriendschappelijk № 842 «onderlinge duels» 19:45 uur (UTC+1) | Schotland        | 1 – 3 | IJsland                                                          | Hampden Park, Glasgow Toeschouwers: 32.797 Scheidsrechter: Granit Maqedonci (SWE) Video-assistent: Andy Madley (ENG) |
| 6 juni Vriendschappelijk № 842 «onderlinge duels» 19:45 uur (UTC+1) | John Souttar 25' |       | 8' Andri Guðjohnsen 45' (e.d.) Lewis Ferguson 52' Victor Pálsson | Hampden Park, Glasgow Toeschouwers: 32.797 Scheidsrechter: Granit Maqedonci (SWE) Video-assistent: Andy Madley (ENG) |

|                                                                     |               |                                                           |           |                                                                                     |
| 9 juni Vriendschappelijk № 843 «onderlinge duels» 18:00 uur (UTC+2) | Liechtenstein | 0 – 4                                                     | Schotland | Rheinparkstadion, Vaduz Toeschouwers: 4.036 Scheidsrechter: Julian Weinberger (AUT) |
| 9 juni Vriendschappelijk № 843 «onderlinge duels» 18:00 uur (UTC+2) |               | 4' Ché Adams 26' Ché Adams 48' George Hirst 90' Ché Adams |           | Rheinparkstadion, Vaduz Toeschouwers: 4.036 Scheidsrechter: Julian Weinberger (AUT) |

|                                                                                |            |   |           |                                                    |
| 5 september WK-kwalificatie Groep C № 844 «onderlinge duels» 20:45 uur (UTC+2) | Denemarken | – | Schotland | n.n.b. Toeschouwers: n.n.b. Scheidsrechter: n.n.b. |
| 5 september WK-kwalificatie Groep C № 844 «onderlinge duels» 20:45 uur (UTC+2) |            |   |           | n.n.b. Toeschouwers: n.n.b. Scheidsrechter: n.n.b. |

|                                                                                |             |   |           |                                                                  |
| 8 september WK-kwalificatie Groep C № 845 «onderlinge duels» 20:45 uur (UTC+2) | Wit-Rusland | – | Schotland | n.n.b. (Neutraal terrein) Toeschouwers: 0 Scheidsrechter: n.n.b. |
| 8 september WK-kwalificatie Groep C № 845 «onderlinge duels» 20:45 uur (UTC+2) |             |   |           | n.n.b. (Neutraal terrein) Toeschouwers: 0 Scheidsrechter: n.n.b. |

|                                                                              |           |   |             |                                                    |
| 9 oktober WK-kwalificatie Groep C № 846 «onderlinge duels» 19:45 uur (UTC+1) | Schotland | – | Griekenland | n.n.b. Toeschouwers: n.n.b. Scheidsrechter: n.n.b. |
| 9 oktober WK-kwalificatie Groep C № 846 «onderlinge duels» 19:45 uur (UTC+1) |           |   |             | n.n.b. Toeschouwers: n.n.b. Scheidsrechter: n.n.b. |

|                                                                               |           |   |             |                                                    |
| 12 oktober WK-kwalificatie Groep C № 847 «onderlinge duels» 19:45 uur (UTC+1) | Schotland | – | Wit-Rusland | n.n.b. Toeschouwers: n.n.b. Scheidsrechter: n.n.b. |
| 12 oktober WK-kwalificatie Groep C № 847 «onderlinge duels» 19:45 uur (UTC+1) |           |   |             | n.n.b. Toeschouwers: n.n.b. Scheidsrechter: n.n.b. |

|                                                                                |             |   |           |                                                    |
| 15 november WK-kwalificatie Groep C № 848 «onderlinge duels» 21:45 uur (UTC+2) | Griekenland | – | Schotland | n.n.b. Toeschouwers: n.n.b. Scheidsrechter: n.n.b. |
| 15 november WK-kwalificatie Groep C № 848 «onderlinge duels» 21:45 uur (UTC+2) |             |   |           | n.n.b. Toeschouwers: n.n.b. Scheidsrechter: n.n.b. |

|                                                                              |           |   |            |                                                    |
| 18 november WK-kwalificatie Groep C № 849 «onderlinge duels» 19:45 uur (UTC) | Schotland | – | Denemarken | n.n.b. Toeschouwers: n.n.b. Scheidsrechter: n.n.b. |
| 18 november WK-kwalificatie Groep C № 849 «onderlinge duels» 19:45 uur (UTC) |           |   |            | n.n.b. Toeschouwers: n.n.b. Scheidsrechter: n.n.b. |

SFA · A-internationals · Selecties · Bondscoaches · Statistieken · Schots vrouwenelftal · Brits olympisch elftal · Schotland U21 · Schotland U20 · Schotland U19 · Schotland U18 · Schotland U17 · Schotland U16 · Vrouwen U17
1872 – 1899 ·
1900 – 1919 ·
1920 – 1929 ·
1930 – 1939 ·
1940 – 1949 ·
1950 – 1959 ·
1960 – 1969 ·
1970 – 1979 ·
1980 – 1989 ·
1990 – 1999 ·
2000 – 2009 ·
2010 – 2019 ·
2020 − 2029
EK's: 1992 ·
1996 ·
2020 ·
2024
WK's: 1954 ·
1958 ·
1974 ·
1978 ·
1982 ·
1986 ·
1990 ·
1998
1872 ·
1873 ·
1874 ·
1875 ·
1876 ·
1877 ·
1878 ·
1878 ·
1879 ·
1880 ·
1881 ·
1882 ·
1883 ·
1884 ·
1885 ·
1886 ·
1887 ·
1888 ·
1889 ·
1890 ·
1891 ·
1892 ·
1893 ·
1894 ·
1895 ·
1896 ·
1897 ·
1898 ·
1899 ·
1900 ·
1901 ·
1902 ·
1903 ·
1904 ·
1905 ·
1906 ·
1907 ·
1908 ·
1909 ·
1910 ·
1911 ·
1912 ·
1913 ·
1914 ·
1915–1919 ·
1920 ·
1921 ·
1922 ·
1923 ·
1924 ·
1925 ·
1926 ·
1927 ·
1928 ·
1929 ·
1930 ·
1931 ·
1932 ·
1933 ·
1934 ·
1935 ·
1936 ·
1937 ·
1938 ·
1939 ·
1940–1945 ·
1946 ·
1947 ·
1948 ·
1949 ·
1950 ·
1951 ·
1952 ·
1953 ·
1954 ·
1955 ·
1956 ·
1957 ·
1958 ·
1959 ·
1960 ·
1960 ·
1961 ·
1962 ·
1963 ·
1964 ·
1965 ·
1966 ·
1967 ·
1968 ·
1969 ·
1970 ·
1971 ·
1972 ·
1973 ·
1974 ·
1975 ·
1976 ·
1977 ·
1978 ·
1979 ·
1980 ·
1981 ·
1982 ·
1983 ·
1984 ·
1985 ·
1986 ·
1987 ·
1988 ·
1989 ·
1990 ·
1991 ·
1992 ·
1993 ·
1994 ·
1995 ·
1996 ·
1997 ·
1998 ·
1999 ·
2000 ·
2001 ·
2002 ·
2003 ·
2004 ·
2005 ·
2006 ·
2007 ·
2008 ·
2009 ·
2010 ·
2011 ·
2012 ·
2013 ·
2014 · 
2015 · 
2016 · 
2017 ·
2018 ·
2019 ·
2020 ·
2021 ·
2022
Albanië ·
Argentinië · 
Armenië ·
Australië ·
België ·
Bosnië en Herzegovina ·
Brazilië ·
Bulgarije ·
Canada ·
Chili ·
Colombia ·
Congo-Kinshasa ·
Costa Rica ·
Cyprus ·
DDR ·
Denemarken ·
Duitsland ·
Ecuador ·
Egypte ·
Engeland ·
Estland ·
Faeröer ·
Finland ·
Frankrijk ·
Georgië ·
Gibraltar · 
GOS ·
Griekenland ·
Hongarije ·
Ierland ·
IJsland ·
Iran ·
Israël ·
Italië ·
Japan ·
Joegoslavië ·
Kazachstan ·
Kroatië ·
Letland ·
Liechtenstein ·
Litouwen ·
Luxemburg ·
Malta ·
Marokko ·
Mexico ·
Moldavië ·
Nederland ·
Nieuw-Zeeland ·
Nigeria · 
Noord-Ierland ·
Noord-Macedonië ·
Noorwegen ·
Oekraïne ·
Oostenrijk ·
Paraguay ·
Peru ·
Polen ·
Portugal ·
Qatar ·
Roemenië ·
Rusland ·
San Marino ·
Saoedi-Arabië ·
Servië ·
Slovenië ·
Slowakije · 
Sovjet-Unie ·
Spanje ·
Trinidad en Tobago · 
Tsjechië ·
Tsjecho-Slowakije ·
Turkije · 
Uruguay ·
Verenigde Staten ·
Wales ·
Wit-Rusland ·
Zuid-Afrika ·
Zuid-Korea ·
Zweden ·
Zwitserland
Engeland (2021) · 
Kroatië (2021) · 
Nieuw-Zeeland (1982) · 
Tsjechië (2021)
CONMEBOL: Argentinië · Bolivia · Brazilië · Chili · Colombia · Ecuador · Paraguay · Peru · Uruguay · Venezuela

UEFA: Albanië · Andorra · Armenië · Azerbeidzjan · België · Bosnië en Herzegovina · Bulgarije · Cyprus · Denemarken · Duitsland · Engeland · Estland · Faeröer · Finland · Frankrijk · Georgië · Gibraltar · Griekenland · Hongarije · IJsland · Ierland · Israël · Italië · Kazachstan · Kosovo · Kroatië · Letland · Liechtenstein · Litouwen · Luxemburg · Malta · Moldavië · Montenegro · Nederland · Noord-Ierland · Noord-Macedonië · Noorwegen · Oekraïne · Oostenrijk · Polen · Portugal · Roemenië · Rusland · San Marino · Schotland · Servië · Slovenië · Slowakije · Spanje · Tsjechië · Turkije · Wales · Wit-Rusland · Zweden · Zwitserland

AFC: Australië · China · Irak · Iran · Japan · Libanon · Oezbekistan · Oman · Qatar · Saoedi-Arabië · Syrië · Verenigde Arabische Emiraten · Vietnam · Zuid-Korea

CAF: Algerije · Burkina Faso · Congo-Kinshasa · Egypte · Ghana · Ivoorkust · Kaapverdië · Kameroen · Mali · Marokko · Nigeria · Senegal · Tunesië · Zuid-Afrika

CONCACAF: Canada · Costa Rica · Curaçao · El Salvador · Honduras · Jamaica · Mexico · Panama · Suriname · Verenigde Staten

OFC: Nieuw-Zeeland